# Houmt Souk

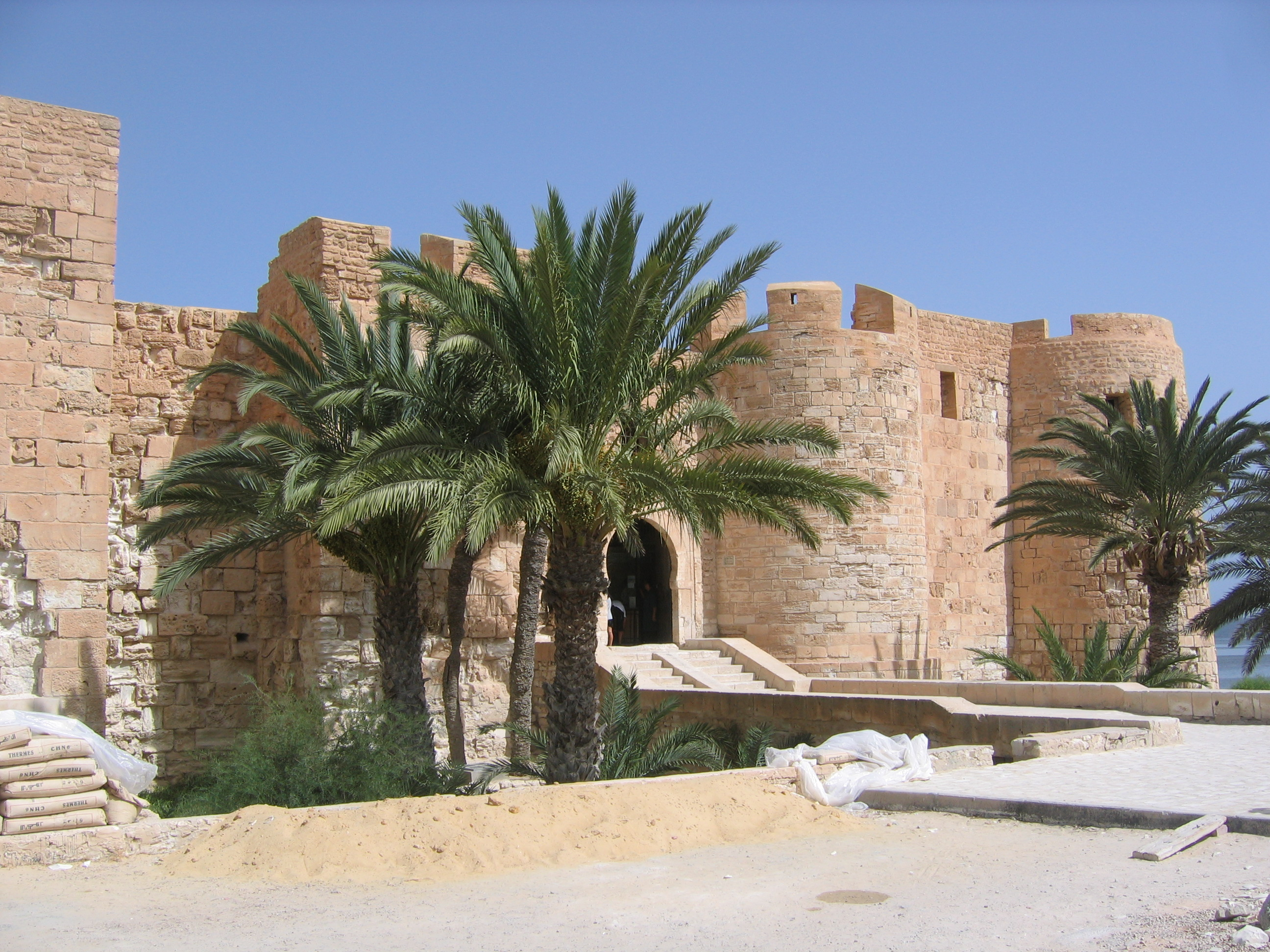
Die Festung Bordj-el-Kebir

Houmt Souk (arabisch حومة السوق, DMG Ḥaumat as-Sūq ‚Marktviertel‘) ist eine Stadt im Südosten Tunesiens und Hauptort der Insel Djerba. Mit rund 65.000 Einwohnern ist sie eine der größten Städte in der Region.
Der Ort verfügt über eine lange Handelstradition, wovon mehrere alte Karawansereien zeugen. Schon die Römer besaßen hier eine Siedlung, deren Name als Gerra überliefert wurde. Während der Spätantike hieß der Ort Girba. Diese damals neue Bezeichnung übertrug sich auf die bis dahin unter dem Namen Meninx bekannte Insel. Bis zur Islamischen Expansion existierte auf Girba ein römisch-katholisches Bistum.
Heute wird Houmt Souk vor allem vom Tourismus bestimmt. In der Stadt befinden sich viele touristische Einkaufsmöglichkeiten, die Verwaltung der Insel, ein kleiner Fischereihafen, die Festung Bordj-el-Kebir sowie das Volkskundemuseum.